# Chorus (Computerspiel)
Chorus ist ein im Dezember 2021 veröffentlichtes Space-Combat-Spiel des deutschen Entwicklers Deep Silver Fishlabs. Der Titel erschien bei Publisher Deep Silver für Windows, PlayStation 4, PlayStation 5, Xbox One und Xbox Series.
In Chorus schlüpft der Spieler in die Rolle von Nara, einer Raumfahrzeug-Pilotin, und navigiert ihr sprechendes Vehikel names „Forsaken“ in Third-Person-Perspektive durch eine offene Welt. Der Fokus liegt dabei auf Erkundung und Raumfahrzeug-Kämpfen. Für diese steht dem Spieler ein breit gefächertes Waffenarsenal zur Verfügung.
Die Entwicklung wurde vom FilmFernsehFonds Bayern mit 400.000 Euro gefördert. Chorus wurde 2022 mit dem Deutschen Computerspielpreis als „Bestes Deutsches Spiel“ ausgezeichnet.

## Handlung
Nara, eine Spitzenpilotin mit einer bewegten Vergangenheit und ihr empfindungsfähiger Sternenjäger Forsaken müssen zusammenarbeiten, um den Zirkel zu besiegen, einen unterdrückerischen Kult, der vom Großen Propheten angeführt wird und das ganze Universum beherrschen will.

## Spielprinzip
Chorus wird in der Third-Person-Perspektive gespielt. Die Protagonistin, Nara, steuert ein empfindungsfähiges Raumschiff, das als Forsaken bekannt ist und mit einer Vielzahl von Waffen wie Raketenwerfern, Gatling Guns und Laserkanonen bewaffnet werden. Forsaken hat außerdem drei Steckplätze für Modifizierungen, mit denen die Leistung des Schiffs im Kampf verändert werden kann. Das Spiel ist in einer offenen Welt angesiedelt, und die Spieler können verschiedene optionale Quests erfüllen. Während Nara die Welt erkundet, stößt sie auf verschiedene uralte Tempel. Beim Erforschen dieser Tempel und Lösen von Rätseln erhält Nara Ätherkräfte, die ihr neue Kampffähigkeiten verleihen. Die Fähigkeit „Ritus der Jagd“ erlaubt es Forsaken zum Beispiel, sich direkt hinter Feinde zu warpen. Besonders das „Driften“ im Weltall ist eine wichtige Fähigkeit.

## Rezeption
Chorus erhielt „allgemein positive Kritiken“ der Spielepresse. Wertungsaggregator Metacritic ermittelte eine Punktzahl von 76 aus 100 Punkten für die PC-Fassung auf Grundlage von 21 Rezensionen. PS5- und Xbox-Series-Version kamen jeweils auf 73 und 78 Punkte. OpenCritic errechnete über alle Plattformen hinweg eine Punktzahl von 74 aus 100.
Im Test von GamePro werden in Sachen Gameplay Vergleiche zu Wing Commander, Star Fox, Star Wars: Rogue Leader und Darkstar One gezogen. GameStar lobt die Spielmechanik der Raumschiffe, kritisiert jedoch eine zu kurze Spieldauer und eine fehlende deutsche Sprachausgabe und vergibt am Ende des Tests 82 von 100 Punkten. Game Informer findet: „Chorus kann zeitweise ein unterhaltsames Weltraumkampfabenteuer sein, aber die mittelmäßigen Momente fordern ihren Tribut.“ IGN meint: „Chorus leistet hervorragende Arbeit, indem es die langweiligen Teile des Weltraum-Dogfights ausspart und sich direkt auf den auffälligen Spaß konzentriert, feindliche Jäger und Großkampfschiffe mit Superkräften zu vernichten.“

### Auszeichnungen
- Deutscher Computerspielpreis 2022 als „Bestes Deutsches Spiel“[13]
- Hollywood Music In Media Awards als Beste Originalmusik - Videospiel[14]